# René Greusard
 (mai 2012).
Si vous disposez d'ouvrages ou d'articles de référence ou si vous connaissez des sites web de qualité traitant du thème abordé ici, merci de compléter l'article en donnant les références utiles à sa vérifiabilité et en les liant à la section « Notes et références ».
René Greusard, né le 4 mai 1908 à Coligny dans l'Ain et mort dans un accident de la circulation le 8 novembre 1974 à Bourg-en-Bresse, est un directeur de journaux, syndicaliste, militant politique et résistant français sous le nom de Dupleix.

## Biographie

### Les jeunes années
René François Maurice Greusard naît à Coligny ; il est le fils de Maurice Greusard (brigadier de gendarmerie) et de Marie Chanel (femme au foyer).
Après ses études à l’École primaire supérieure de Dole (Jura), René Greusard entre en 1926 aux PTT de Lyon comme « surnuméraire ». Sa première activité politique connue est la participation aux manifestations de soutien à Sacco et Vanzetti en 1927.
En 1928, il interrompt son activité professionnelle pour effectuer son service militaire à Besançon, où il rencontre Renée Scalabrino, fille de commerçants, qu’il épouse en 1930.

### Le syndicaliste
De retour à Bourg-en-Bresse à cette date, il est titularisé aux PTT comme commis. Proche de la SFIO, il entre alors à la CGT où il devient secrétaire de la section des PTT de Bourg de la CGT réunifiée (1935-1938), puis trésorier de l’Union départementale CGT de l’Ain et du Jura (1938-1940).
Il vit l’essentiel des événements de 1936 à Paris, lors d’un stage qui lui permet d’intégrer le Service de la radiodiffusion naissant au sein des PTT, et qui en sera séparé en juillet 1939 pour devenir la Radiodiffusion nationale.
Il adhère formellement à la SFIO en 1938[réf. souhaitée] où il défend des positions proches de la Gauche révolutionnaire de Marceau Pivert, sans toutefois suivre celui-ci dans la scission du Parti socialiste ouvrier et paysan.

### Le résistant
Il est mobilisé en septembre 1939 aux transmissions de l’État-major du Général Billotte à Chauny (Aisne), évacué de Dunkerque à Plymouth le 3 juin 1940 et démobilisé en juillet à Lannemezan.
En août de la même année, René Greusard s’oppose[Comment ?] à la fusion des différents syndicats ouvriers et patronaux dans le « Comité de coordination » vichyste, mise en œuvre par René Belin : il recommande la constitution d’une Union Départementale clandestine, et il est exclu de la CGT. À partir de la fin de 1940, il organise des groupes syndicaux clandestins qui s’inscriront dans la mouvance du MOF (Mouvement ouvrier français), en liaison étroite avec son voisin de Buellas, Yvon Morandat.
Fin 1941, il monte des groupes paramilitaires en liaison avec l’État-major de Cannes, ou Réseau Carte, créé par le peintre antibois André Girard.
Au printemps 1942, il rejoint, sous le pseudonyme de Dupleix, le réseau Libération-Sud et devient membre de l’Armée secrète de l’Ain en juillet.
Après la fusion des mouvements Libération, Franc-Tireur et Combat en mars 1943, il devient président du Directoire départemental des Mouvements unis de la Résistance.
René Greusard s’oppose alors au commandant Henri Romans-Petit, chef des maquis de l’Ain à partir de juin 1943 : il défend la primauté du politique sur le militaire, l’indépendance vis-à-vis des alliés anglo-saxons, la protection des populations civiles, et l’armement des FTP « oubliés » par celui-ci[réf. nécessaire]. Il tente, en vain, de s’opposer au défilé des maquisards dans les rues d’Oyonnax le 11 novembre 1943, action qu'il juge trop dangereuse pour la population.
Il est évincé en juin 1944 par Alban Vistel[réf. nécessaire] ; Henri Romans-Petit tente de faire arrêter René Greusard et menace de le faire fusiller[réf. nécessaire]. Il est également démis du Comité départemental de Libération (CDL) de l'Ain. Après l'arrestation de Romans-Petit, il est rappelé en décembre 1944, ce qui vise aussi à faire pièce aux visées hégémoniques du PCF au CDL, et reprend alors ses fonctions de président départemental des MUR qui deviennent le MLN, et de vice-président du CDL.
Il est alors détaché au CDL, puis regagne un an plus tard la Radiodiffusion française qui a remplacé la Radiodiffusion Nationale en mars 1945. Il accomplira tout le reste de sa carrière comme Inspecteur départemental de la redevance de l’Ain, dans ce qui deviendra plus tard la Radiodiffusion-télévision française (1949), puis l’Office de Radiodiffusion-Télévision Française (1964).

### L'homme de presse
Avec l’échec prévisible du MLN, dans lequel il voyait la possibilité d’une refondation politique démocratique et unitaire, d’une façon très proche d’un Pierre Brossolette, il reprend en 1945 sa place à la SFIO, dont il devient secrétaire de la section de Bourg-en-Bresse.
Dès novembre 1944, il avait créé Le Libérateur, hebdomadaire départemental du MLN. En novembre 1946, il le transforme avec Charles Béraudier en quotidien, sous le nom de La Dépêche de l’Ain, mais celle-ci cessera de paraître fin janvier 1947 pour des raisons financières.
Il fait en même temps partie du conseil d’administration et du conseil de surveillance de La République Nouvelle, quotidien remplaçant en 1944 le Journal de l’Ain (confisqué pour collaboration et confié par la Société Nationale des Entreprises de Presse au CDL, en même temps que l’Imprimerie Bressane, et repris par d’anciens résistants à la dissolution de celui-ci). Il signe d'ailleurs dans La Rep, entre autres, un billet d'humeur régulier sous le nom de Candide. Il fonde également en 1948 les Éditions Bressanes pour permettre la parution d’un nouveau Libérateur, proche de la SFIO.
Le Libérateur et La République Nouvelle, en crise financière récurrente, sont portés à bout de bras par les travaux commerciaux des Éditions Bressanes, par ses deniers personnels et par ceux d’autres militants. En 1962, le quotidien est mis en liquidation judiciaire.

### Le militant
Il affirme des positions critiques à la ligne de Guy Mollet au sein de la SFIO : condamnation de l’atlantisme et de la politique d'alliance à droite de la Troisième force. Cette orientation, accompagnée de différends financiers sur les impressions du matériel et de conflits personnels aboutissent à son exclusion en 1952.
Dès lors, René Greusard participera, avec Claude Bourdet, Gilles Martinet, Jean Arthuys, Jean Calmejane, etc., aux organisations successives de « l’autre gauche » : celle qui refuse tant les compromis et l’alignement sur Washington de la SFIO, que la dictature du prolétariat et l’alignement sur Moscou du PCF. Ce sera le CAGI en 1953 puis, à la suite d’une fusion, la Nouvelle gauche en 1955, puis l'UGS après une nouvelle fusion en 1958, enfin le PSU en 1960 après la fusion entre l'UGS et le PSA .
Durant cette période, Le Libérateur est mis à la disposition et devient l'organe national d'abord du CAGI, ensuite de la Nouvelle gauche . Éditorialiste régulier du journal, René Greusard y défend notamment l'idée d'une gestion tripartite des entreprises, dont le conseil d'administration devrait représenter les actionnaires, les salariés et les usagers.
Comme l'indique le Maitron, « il fut successivement responsable départemental de la Nouvelle gauche en juillet 1955, membre du Conseil national de la Nouvelle gauche élu au congrès de novembre 1955, secrétaire fédéral de l’UGS en février 1958, puis il fut un des membres fondateurs du PSU dans l’Ain, le 8 mai 1960 ».
« Laissant la place aux jeunes » dans ce parti quelques années plus tard, il fondera encore l'Amicale des inspecteurs de l'ORTF, tentant notamment de s'opposer (en vain) à l'éclatement de l'ORTF et à la perte du statut de ses employés en 1974.

## Famille
René Greusard est le père de l'auteur Michel Greusard et le grand-père de la journaliste et écrivaine Renée Greusard.

## Hommages
Il était chevalier de la Légion d’honneur et médaillé de la Résistance avec rosette.